# Konkoly-Thege Aladár
Vitéz Konkoly-Thege Aladár (Pécs, 1919. január 21. – Pécs, 1996. április 8.) orvos, író.

## Családja
A régi nemesi származású Konkoly-Thege család sarja. Édesapja Konkoly-Thege Aladár (1894-1958), édesanyja Krasznay Erzsébet (1895-1973) volt. Apai nagyszülei Konkoly-Thege Sándor (1852-1937), királyi tanácsos, országgyűlési képviselő, és nagyselmeczi Toldy Erzsébet (1870-1943) voltak. Ifjabb Konkoly-Thege Aladár testvérei: Konkoly-Thege Miklós, Konkoly-Thege István és Konkoly-Thege Erzsébet Júlia.
1956. június 23-án feleségül vette Budapesten oroszi Marton Klára (1936-) kisasszonyt, akitől született három gyermeke: Konkoly-Thege György, Konkoly-Thege Klára és Konkoly-Thege Júlia.

## Élete
A pécsi ciszterci gimnáziumban érettségizett. Katonaorvosként vett részt Buda védelmében, melynek elismeréseként Signum laudis kitüntetést kap hadiszalagon a kardokkal. 1995-ben lett a Vitézi Rend tagja. Pécsi klinikai sebész, majd hosszú időn át Pécsbányatelepen körzeti orvosként dolgozott. Számos nemzetközi kongresszus, konferencia résztvevője volt Európában, Teheránban, Kubában. Alapítója és vezetője volt a pécsi optimisták klubjának, elnöke az Orvosírók Egyesületének.

## Művei
- Taigetosz (Kútforrás, Pécs, 1992)
- Tépett lobogó (1995)

Továbbá több száz cikke hazai újságokban, bolgár, holland, olasz és japán lapokban.

## Kitüntetései
- Fekete István-díj
- Napjaink irodalmi díj
- Őszidő fődíj
- Magyar Rádió irodalmi díja
- Cesare Pavese olasz nemzetközi irodalmi díj 1989, 1991
- Markusovszky-díj
- Centre Mondial de la Paix de Libertésset des Droits de l’Homme érem.